# Vanessa Williams
Vanessa Lynn Williams (sinh ngày 18 tháng 3 năm 1963) là một nữ ca sĩ, diễn viên người Mỹ đã từng được đề cử giải Grammy, Emmy và Tony.
Williams đi vào lịch sử cuộc thi Miss America vào năm 1984 khi cô trở thành người Mỹ gốc Phi đầu tiên đoạt vương miện. Nhưng cô đã đột ngột xin được tước vương miện vì lý do xì căng đan cá nhân. Sau khi trở thành cựu hoa hậu, Williams bước chân vào lĩnh vực giải trí với vai trò một ca sĩ và diễn viên.
Năm 2010, cô vào vai Renee Perry trong loạt phim truyền hình nổi tiếng Desperate Housewives.

## Album
Các album đã phát hành của Vanessa Williams:
- The Right Stuff (1988)
- The Comfort Zone (1991)
- The Sweetest Days (1994)
- Star Bright (1996)
- Next (1997)
- Silver and Gold (2004)
- Everlasting Love (2005)

## Đĩa đơn
| Năm  | Tên đĩa đơn                                          | Album                              |    |    | R&B |
| ---- | ---------------------------------------------------- | ---------------------------------- | -- | -- | --- |
| 1988 | "The Right Stuff"                                    | The Right Stuff                    | 62 | 44 | 4   |
| 1988 | "(He's Got) The Look"                                | The Right Stuff                    | -  | -  | 10  |
| 1989 | "Dreamin'"                                           | The Right Stuff                    | 74 | 8  | 1   |
| 1989 | "Darlin I"                                           | The Right Stuff                    | -  | 88 | 10  |
| 1991 | "Running Back to You"                                | The Comfort Zone                   | -  | 18 | 1   |
| 1991 | "The Comfort Zone"                                   | The Comfort Zone                   | -  | 62 | 2   |
| 1992 | "Save the Best For Last"                             | The Comfort Zone                   | 3  | 1  | 1   |
| 1992 | "Just for Tonight"                                   | The Comfort Zone                   | -  | 26 | 11  |
| 1992 | "Work to Do"                                         | The Comfort Zone                   | -  | 52 | 3   |
| 1993 | "Love Is" (with Brian McKnight)                      | Beverly Hills 90210 Soundtrack     | -  | 3  | 55  |
| 1994 | "The Sweetest Days"                                  | The Sweetest Days                  | 41 | 18 | 40  |
| 1994 | "The Way That You Love"                              | The Sweetest Days                  | 52 | 67 | 23  |
| 1995 | "Colors of the Wind"                                 | Pocahontas Soundtrack              | 21 | 4  | 53  |
| 1995 | "You Can't Run"                                      | The Sweetest Days                  | -  | -  | 40  |
| 1996 | "Where Do We Go From Here? (from the film "Eraser")" | Greatest Hits: The First Ten Years | -  | 71 | 90  |
| 1997 | "Happiness"                                          | Next                               | -  | -  | 33  |
| 1997 | "Oh How The Years Go By"                             | Next                               | -  | -  | -   |